# Spetsig knubbsjöstjärna
Spetsig knubbsjöstjärna (Pteraster militaris) är en sjöstjärneart som först beskrevs av Otto Friedrich Müller 1776.  Spetsig knubbsjöstjärna ingår i släktet Pteraster och familjen knubbsjöstjärnor. Arten har ej påträffats i Sverige. Inga underarter finns listade i Catalogue of Life.